# Francisco Hernández Girón
Francisco Hernández Girón (Cáceres, 1501 – Lima, 1554) è stato un militare spagnolo e noto conquistador nel Sudamerica del XVI secolo.
Dal 1545 al 1548 fu luogotenente di Blasco Núñez Vela e combatté le truppe di Gonzalo Pizarro; successivamente si mise in proprio, sobillando rivolte contro i più noti conquistador, come Francisco de Carvajal, Lope de Aguirre e lo stesso Pizarro.
Fu catturato e ucciso dai sicari di Carvajal.